# John McCombe
John McCombe (född 7 maj 1985 i Pontefract) är en engelsk professionell fotbollsspelare, för närvarande i Mansfield Town. Han spelar som central mittfältare.
Hans äldre bror Jamie spelar i The Championship för Doncaster Rovers.